# Liste de fortifications en Algérie
 (mars 2023).
La mise en forme du texte ne suit pas les recommandations de Wikipédia : il faut le « wikifier ».
Les points d'amélioration suivants sont les cas les plus fréquents. Le détail des points à revoir est peut-être précisé sur la page de discussion.
- Les titres sont pré-formatés par le logiciel. Ils ne sont ni en capitales, ni en gras.
- Le texte ne doit pas être écrit en capitales (les noms de famille non plus), ni en gras, ni en italique, ni en « petit »…
- Le gras n'est utilisé que pour surligner le titre de l'article dans l'introduction, une seule fois.
- L'italique est rarement utilisé : mots en langue étrangère, titres d'œuvres, noms de bateaux, etc.
- Les citations ne sont pas en italique mais en corps de texte normal. Elles sont entourées par des guillemets français : « et ».
- Les listes à puces sont à éviter, des paragraphes rédigés étant largement préférés. Les tableaux sont à réserver à la présentation de données structurées (résultats, etc.).
- Les appels de note de bas de page (petits chiffres en exposant, introduits par l'outil «  Source ») sont à placer entre la fin de phrase et le point final[comme ça].
- Les liens internes (vers d'autres articles de Wikipédia) sont à choisir avec parcimonie. Créez des liens vers des articles approfondissant le sujet. Les termes génériques sans rapport avec le sujet sont à éviter, ainsi que les répétitions de liens vers un même terme.
- Les liens externes sont à placer uniquement dans une section « Liens externes », à la fin de l'article. Ces liens sont à choisir avec parcimonie suivant les règles définies. Si un lien sert de source à l'article, son insertion dans le texte est à faire par les notes de bas de page.
- La présentation des références doit suivre les conventions bibliographiques. Il est recommandé d'utiliser les modèles {{Ouvrage}}, {{Chapitre}}, {{Article}}, {{Lien web}} et/ou {{Bibliographie}}. Le mode d'édition visuel peut mettre en forme automatiquement les références.
- Insérer une infobox (cadre d'informations à droite) n'est pas obligatoire pour parachever la mise en page.

Pour une aide détaillée, merci de consulter Aide:Wikification.
Si vous pensez que ces points ont été résolus, vous pouvez retirer ce bandeau et améliorer la mise en forme d'un autre article.
Liste de forts, fortifications, citadelles et places fortes en Algérie

## Wilaya d'Alger
- Citadelle d'Alger
- Bordj Moulay Hassan (El Biar)

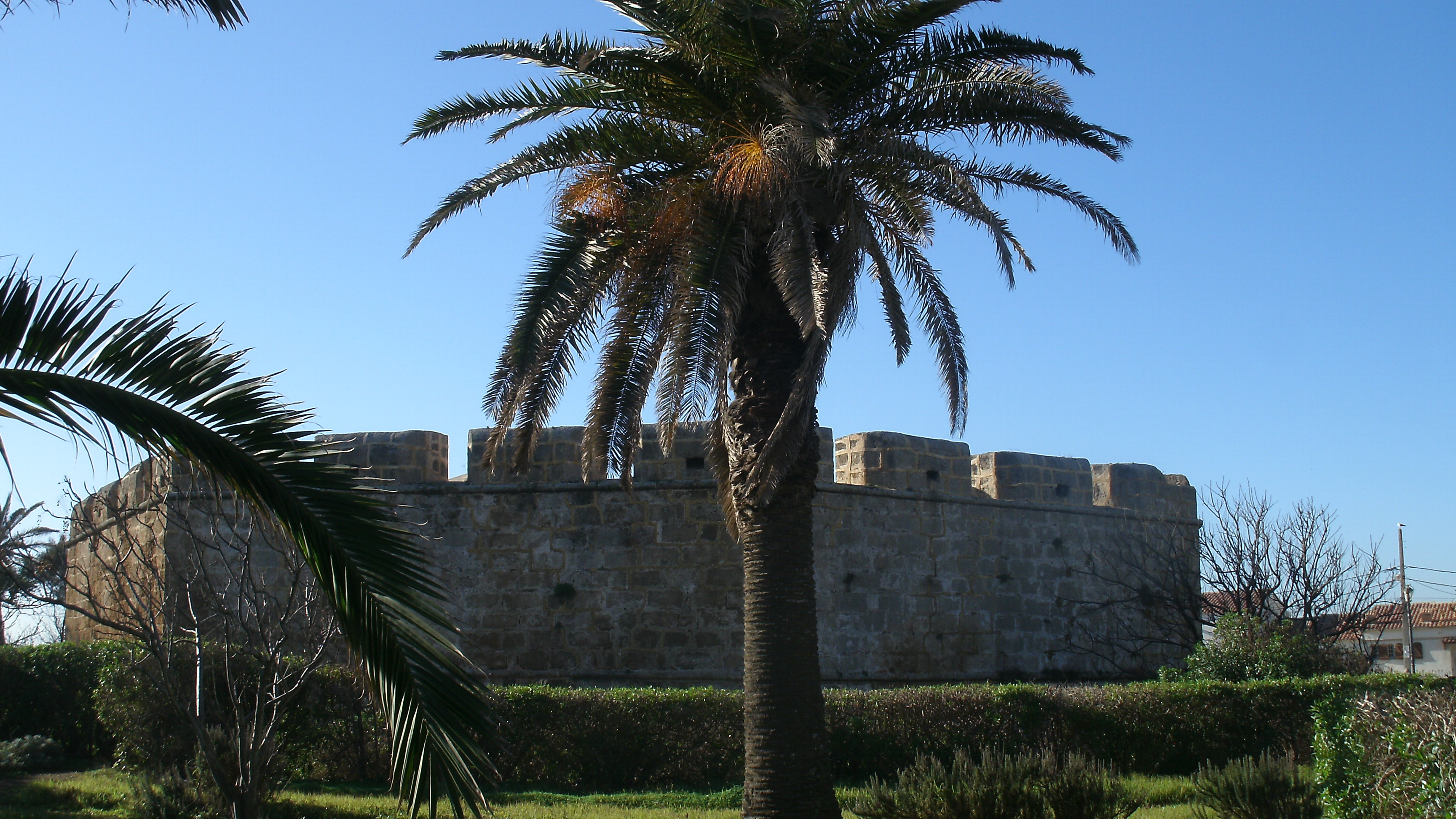
Vue sur le bordj de Tamentfoust

- Bordj El Bahri (La Pérouse) (Ain Taya)
- Bordj El Kiffan (Fort de l'Eau)
- Bordj Ez-zoubia
- Bordj Polignac (Bouzéreah)
- Fort Tamentfoust
- Fort des vingt quatre heures
- Fort de l’Etoile
- Fort de Sidi Fredj
- Vestiges des Fortifications dites Bastion XXI (Casbah)

## Wilaya d'Annaba
- La citadelle, fort des suppliciés et les vestiges du rempart de la ville Fortif. /Mod
- Fort de la cigogne
- Pointe de la pescarde (ex. fort Turc)
- Sour Ethakana el Kadiùm

## Wilaya de Béjaïa
- Fort de la Casbah
- Fort Moussa-Barral
- Fort Abdelkader
- Fort Gouraya
- Fort Clausel
- Fort Lemercier
- Tour Doriac
- Blockaus Doriac
- Remparts Hammadites (médiévale)
- Fort de la Casbah (médiévale)
- Restes de l’enceinte fortifiée de la Porte Fouka(médiévale)
- Citadelle des Zianides dénommée Lassouar (El- Kseur)
- Kalâa des Beni Abbès
- fort d’Assas, Iglhi Alouanene

## Wilaya de Bouira
- Borj Hamza

## Wilaya de Tipaza
- Fort Génois
- L’ensemble de l’enceinte Romaine

## Wilaya de Guelma
- Citadelle Bouatfane (Ain El Arbi).

## Wilaya de Jijel
- Fort Duquesne

## Wilaya de Mostaganem
- Borj Et-tork (Fort de l’Est)

## Wilaya de M'Sila
- Ksar de la Médina de Bou-Saâda, architecture vernaculaire en terre qui date du VIIIe siècle (Bou-Saâda)
- Kalâa des Béni Hammad (commune de Maâdid, M'sila)
- Fort Cavaignac, fortification militaire française (Bou-Saâda)

## Wilaya d'Oran

### Oran
- Fort de Santa-Cruz (Oran). 35° 42′ 33,09″ N, 0° 39′ 54,81″ O
- Fort Lamoune, construit par les espagnols au XVIIe siècle, siège de la Ve région maritime au temps de la présence française, il est devenu ensuite une boite de nuit. Aujourd'hui occupé par la Gendarmerie algérienne. 35° 42′ 48,89″ N, 0° 39′ 24,14″ O
- Fort de Saint Grégoire ou batterie, construit par les Espagnols au XVIIe siècle, sous le règne du roi Philippe II, avec huit canons, il est pris par les turcs en 1708 et les français en 1830 qui l’utilisent un temps comme prison militaire. En 1940, elle est équipée de quatre canons de 95 mm Mle 1888. Aujourd'hui il est totalement abandonné. 35° 42′ 22,26″ N, 0° 39′ 01,97″ O
- Château-Neuf, le plus ancien château-fort d'Oran. Construit au XIVe siècle, il existe donc déjà lors de la conquête de la ville par les Espagnols qui le nomment Rosalcazar, de son nom en arabe de Bordj el Ahmar (fort rouge), et l'agrandissent. À la chute de la ville en 1708, il devient résidence du bey d'Oran puis celle des autorités militaires françaises après la conquête. Il est aujourd'hui en déshérence totale. 35° 42′ 37,99″ N, 0° 39′ 36,15″ O
- Fort Saint André ou Fort-Neuf construit par les Espagnols en 1693 sur un emplacement qui commande les accès à Oran depuis l'est, il est alors, avec trente six canons, le fort de la place d'Oran le mieux armé. Détruit par une explosion de la poudrière en 1769. Remis en état par les Français il sert de caserne, notamment aux Spahis. Occupé ensuite par l'armée algérienne, il semble aujourd'hui en mauvais état. 35° 41′ 53,63″ N, 0° 39′ 10,16″ O
- Fort Saint Philippe, construit en 1557-1558, il est détruit en 1708 après la prise de la ville par le Bey turc Mustapha Ben Youssef. Entièrement rasé par l'armée algérienne au début des années 1970. 35° 41′ 37,45″ N, 0° 39′ 24,16″ O
- Réduit Santa Barbara ou Sainte Barbe, était situé sur la muraille, entre Rosalcazar et le fort Saint-André.
- Fort Sainte-Thérèse. 35° 42′ 25,65″ N, 0° 38′ 34,045″ O approximativement
- Fort Saint Louis, était situé dans l'enceinte du fort Saint-André, vers l'est. Sa position exacte est inconnue.
- Fortin de Santiago, était situé sur les pentes de Santa-Cruz. Sa position exacte est inconnue.
- Fortin Saint Pedro, était situé à l'est du fort Saint-André et au sud de la vieille casbah d'Oran. Sa position exacte est inconnue.
- Forteresse Saint Pierre
- Vieux Fort

### Mers el-Kébir
- Fort de Mers el-Kébir. 35° 44′ 14,89″ N, 0° 41′ 56,03″ O
- Batterie du Santon. En 1940, elle est équipée de quatre canons de 194 Mle 1902. Le 3 juillet 1940, lors de l’attaque britannique contre Mers el-Kébir, elle ouvre le feu contre le Hood et contraint l’escadre britannique à s’éloigner vers l’ouest, permettant ainsi au croiseur de bataille Strasbourg et aux contre-torpilleurs de sortir de la rade. 35° 44′ 02,84″ N, 0° 42′ 45,84″ O

## Wilaya de Skikda
- Fort de France (puis Philippeville, puis Skikda)
- Fort d'El Kantara

## Wilaya de Tizi Ouzou
- Larbaâ Nath Irathen, Fort Napoléon, puis Fort national
- Le fort de Sabaou ou Bordj de Tizi-ouzou Fortification (Tizi-ouzou)

## Wilaya de Tlemcen
- El Mechouar
- Rempart de la Casbah (Nedroma)
- Reste de fortification Bordjs et autres ouvrages dépendant des fronts Sud et Ouest
- Fortifications/Med (Mansourah) remparts Mérinides, l’enceinte se développe sur 4000m.
- Enceinte en pise de Mansourah et ruines de la Macalla (Mansourah)
- Casbah Oued Koriche

## Les forts du Sahara

### Les premiers forts
- Fort Bouscaren à Laghouat
- Bordj de Ghardaïa (1883). Devenu aujourd'hui l'hôtel M'Zab (ex-hôtel Rostémides, aménagé par Fernand Pouillon). 32° 29′ 04,05″ N, 3° 40′ 32,44″ E
- Ouargla :
  - Bordj de la Casbah. 31° 58′ 04,72″ N, 5° 19′ 38,09″ E
  - Bordj du Génie.  31° 57′ 40,35″ N, 5° 19′ 36,7″ E
  - Bordj Lieutenant Chandez (1887). 31° 57′ 25,21″ N, 5° 19′ 39,22″ E
  - Bordj Lutaud (1917 à 1918). 31° 57′ 18,15″ N, 5° 19′ 56,69″ E
- Bordj de Touggourt 33° 06′ 24,01″ N, 6° 04′ 01,67″ E approximativement
- Bordj d'El Oued (1888). 33° 21′ 40,91″ N, 6° 51′ 52,82″ E approximativement
- Bordj de Debila, à 20km au Nord-Est d'El-Oued. 30° 31′ 00″ N, 6° 57′ 00″ E approximativement
- El-Goléa :
  - Fort Deporter (1888).  30° 34′ 59,93″ N, 2° 53′ 02,17″ E approximativement
  - Bordj d’El Golea (1893).  30° 34′ 53,72″ N, 2° 52′ 44,16″ E approximativement

### Les grands forts d'arrêt
- Bordj el Mey, ou Hassi Mey (1892), à Hassi Mey ed Dahroui, puits situé à 150 km au Sud-Est de Touggourt. 32° 07′ 00,28″ N, 6° 56′ 59,74″ E approximativement
- Fort de Bir Beressof, ou Berssif  (1893), au Nord-Est d'Hassi Mey, pas très loin de la frontière tunisienne. 32° 32′ 18″ N, 7° 57′ 33,49″ E approximativement
- Fort Inifel (1893) à 120 km au sud-est d'El-Goléa, dans la vallée de l'oued Mya, en un lieu connu sous le nom d'Hassi Inifel ou Hassi Sidi Abd-el-Hakem. 29° 48′ 21,54″ N, 3° 45′ 11,48″ E
  - Bordj Delion, ou fort neuf, à 400m de l'ancien fort d'Inifel, sur l'autre berge de l'oued Mya. Construit dans les années vingt seulement, ne fait pas partie des grands forts d'arrêt du XIXe siècle.29° 48′ 31,42″ N, 3° 44′ 56,41″ E
- Fort Lallemand (1894), à 50 km au Sud d'Hassi Messaoud, à Hassi Bel Haïran. C'est le plus important des six forts d'arrêt. 31° 17′ 30,63″ N, 6° 19′ 32,95″ E
- Fort Miribel (1894), à 125 km au sud d'El-Goléa, près Hassi Chebbaba. 29° 25′ 58,62″ N, 3° 00′ 03,03″ E
- Fort Mac Mahon (1894), construit autour du puits d'Hassi el Homeur à mi-chemin entre El-Goléa et Timimoun. 29° 45′ 31,25″ N, 1° 37′ 17,77″ E

### Les bordjs relais de la piste entre Ghardaïa et El-Goléa
Les six fortins ont été construits entre 1892 et 1896, après la prise d'El-Goléa, pour sécuriser les liaisons entre les deux villes:
- Bordj de l'oasis de Sebseb. position inconnue
- Bordj d'Hassi el Gaa. 31° 57′ 37,54″ N, 3° 37′ 10,33″ E
- Bordj d'Hassi el Abiod.
- Bordj d'hassi el Haddar.
- Bordj d'Hassi Saadana.
- Bordj d'Hassi Zirara, à 187 km au nord de Ghardaïa sur la route d'El-Goléa. 31° 16′ 01,04″ N, 3° 14′ 34,57″ E
- Fort de Bir Rhoraffa, au Sud-Est de Touggourt. 32° 17′ 00″ N, 8° 04′ 00″ E approximativement
- Fort de Hassi Bel Guebbour, à 70 km au Nord de Fort Flatters. 28° 41′ 21,34″ N, 6° 30′ 04,42″ E approximativement
- Fort de Bir Djedid, au Nord-Est d'Hassi Mey. 32° 33′ 59,9″ N, 7° 40′ 00,75″ E approximativement
- Fort de Mouiet er Rebah, au Nord-Est d'Hassi Mey. 32° 46′ 00″ N, 7° 29′ 00″ E approximativement

### Bordjs des oasis du Gourara, du Touat et du Tidikelt
Bordjs construits après la prise d'In-Salah (décembre 1899) pour contrôler les oasis, jusqu'alors sous la suzeraineté de l'empire Chérifien :
- Camp Bugeaud (1900/1901) à In Salah, capitale du Tidikelt.
- Bordj d’In-Rhar (1900). 27° 06′ 12,98″ N, 1° 54′ 46,54″ E
- Bordj de Tit (1900), à Tit (Adrar) entre Reggane et In-Salah. 26° 56′ 13,32″ N, 1° 29′ 25,29″ E approximativement
- Kasbah Ravillon (1902) à Aoulef. 26° 57′ 57,77″ N, 1° 04′ 47,81″ E
- Bordj de Timimoun (1901).
- Adrar :
  - Bordj Jacques (1901) dans la casbah d’Adrar.
  - Bordj Servière (1902) également dans la casbah.
- Bordj d’Ain Guettara (1911/1919), à 100 km au sud d'Hassi Inifel. 28° 09′ 59,96″ N, 3° 15′ 00″ E approximativement
- Reggane :
  - Bordj Lieutenant Gelas. Bordj militaire construit en 1920. 26° 43′ 21,93″ N, 0° 10′ 17,28″ E
  - Bordj René Estienne  Bordj civil, construit par la Compagnie générale transsaharienne, peu après le bordj militaire. 26° 43′ 16,48″ N, 0° 10′ 23,56″ E

### Bordjs du Sud Oranais
- Postes aujourd'hui disparus, entre Djeniene Bourezg et Taghit :
  - Fendi.
  - Ksar el-Azoudj.
  - Hassi el-Mir.
  - Hassi el-Mora.
  - El-Moungar, à 50 km au Sud de Bechar, secteur où se déroula en 1903 la bataille d'El-Moungar. 31° 12′ 20,41″ N, 1° 58′ 25,9″ O
  - Zafrani.
- Taghit :
  - Fort Mercier (1900), aujourd'hui l'hôtel Bordj Taghit , dans la vieille kasbah, assiégé en 1903 lors de la bataille de Taghit. 30° 55′ 22,94″ N, 2° 01′ 49,07″ O
  - Fort de l’éperon (1901/1905) sur les hauteurs de Taghit. 30° 55′ 30,28″ N, 2° 02′ 06,98″ O
- Bordj d'el-Aouedj. Position inconnue. la position de se fort et tres bien connue
- Bordj d’Igli (1900) à Igli.  30° 27′ 00,28″ N, 2° 17′ 59,45″ O
- Bordj Lapeyre (1901) à Béni Abbès.  30° 07′ 57,02″ N, 2° 10′ 01,47″ O
- Bordj d'Ougarta. 29° 39′ 42″ N, 2° 16′ 32″ O
- Bordj de Foum el-Kreneg, au Sud de Ksabi. 28° 55′ 38,56″ N, 0° 53′ 38,94″ O
- Tinfouchy
  - Fort Fouchet. 28° 51′ 33,9″ N, 5° 51′ 20,19″ O
- Fort de Safsaf. 31° 55′ 13,75″ N, 2° 41′ 31,8″ O
- Bordj de Meridja, à l'est de Kenadsa. 31° 33′ 08,16″ N, 2° 56′ 48,6″ O
- Colomb-Béchar :
  - Redoute Colomb (1903) à  31° 37′ 18,79″ N, 2° 12′ 59,96″ O approximativement
- Fort d'Abadla, au sud-ouest de Béchar  31° 01′ 41,55″ N, 2° 42′ 30,49″ O  très approximativement
- Bordj de Zegdou. 29° 48′ 19,14″ N, 4° 42′ 55,43″ O approximativement

- Tindouf [2]:
  - Bordj Laridon, sur les bords de la cuvette entourant Tindouf.
  - Bordj Ressot (1935), au centre de Tindouf.
  - Bordj du BILA (1955), du nom du 3e bataillon d'infanterie légère d'Afrique qui l'occupe à sa création. Construit aussi sur les bords de la cuvette entourant Tindouf.

### Sahara des Touaregs
- Temassinine :
  - Fort Flatters (1898/1904), aujourd'hui Bordj Omar Driss. 28° 06′ 12,57″ N, 6° 48′ 41,45″ E. Ne doit pas être confondu avec la Redoute Flatters (1899) située à proximité immédiate de la frontière algérienne mais en territoire nigérien, près d'In Azaoua. 20° 49′ 07,08″ N, 7° 27′ 29,36″ E approximativement
- Bordj Tartrat (1904), entre Hassi Messaoud et fort Flatters. 30° 00′ 57,1″ N, 6° 35′ 19,12″ E
- Illizi :
  - Fort Polignac (1908/1910). 26° 29′ 43,29″ N, 8° 28′ 30,07″ E
- Bordj d’Admer (1910), à 5 km au sud/sud-est de fort Gardel.  24° 50′ 24,55″ N, 8° 28′ 01,34″ E approximativement
- Zaouatallaz :
  - Fort Gardel (1935). 24° 52′ 50,7″ N, 8° 26′ 33,45″ E
- Djanet :
  - Fort Charlet (1911). 24° 33′ 13,85″ N, 9° 29′ 04,97″ E
- Bordj de Tarat (1911/1932), à 150 km au sud-est d'Illizi, à proximité de la frontière libyenne. 26° 08′ 09,2″ N, 9° 21′ 03,8″ E
- Bordj de Tin (ou Tan) Kena (1933-1934), à 55 km au nord de Tarat 26° 34′ 17,69″ N, 9° 36′ 42,85″ E
- Tamanrasset :
  - Bordj Lapperine (1916/1920). 22° 47′ 20,5″ N, 5° 31′ 35,25″ E
  - Bordj de Foucauld (1916), dans lequel est assassiné le père de Foucauld le 1er décembre 1916. 22° 47′ 16,58″ N, 5° 31′ 36,28″ E
- Tarhaouhaout :
  - Fort Motylinski.
- Bordj d’Ain el Hadjadj (1916), entre fort Flatters et fort Polignac. 26° 49′ 49,84″ N, 7° 15′ 24,16″ E

### Les derniers forts
- Hassi Bou Bernous :

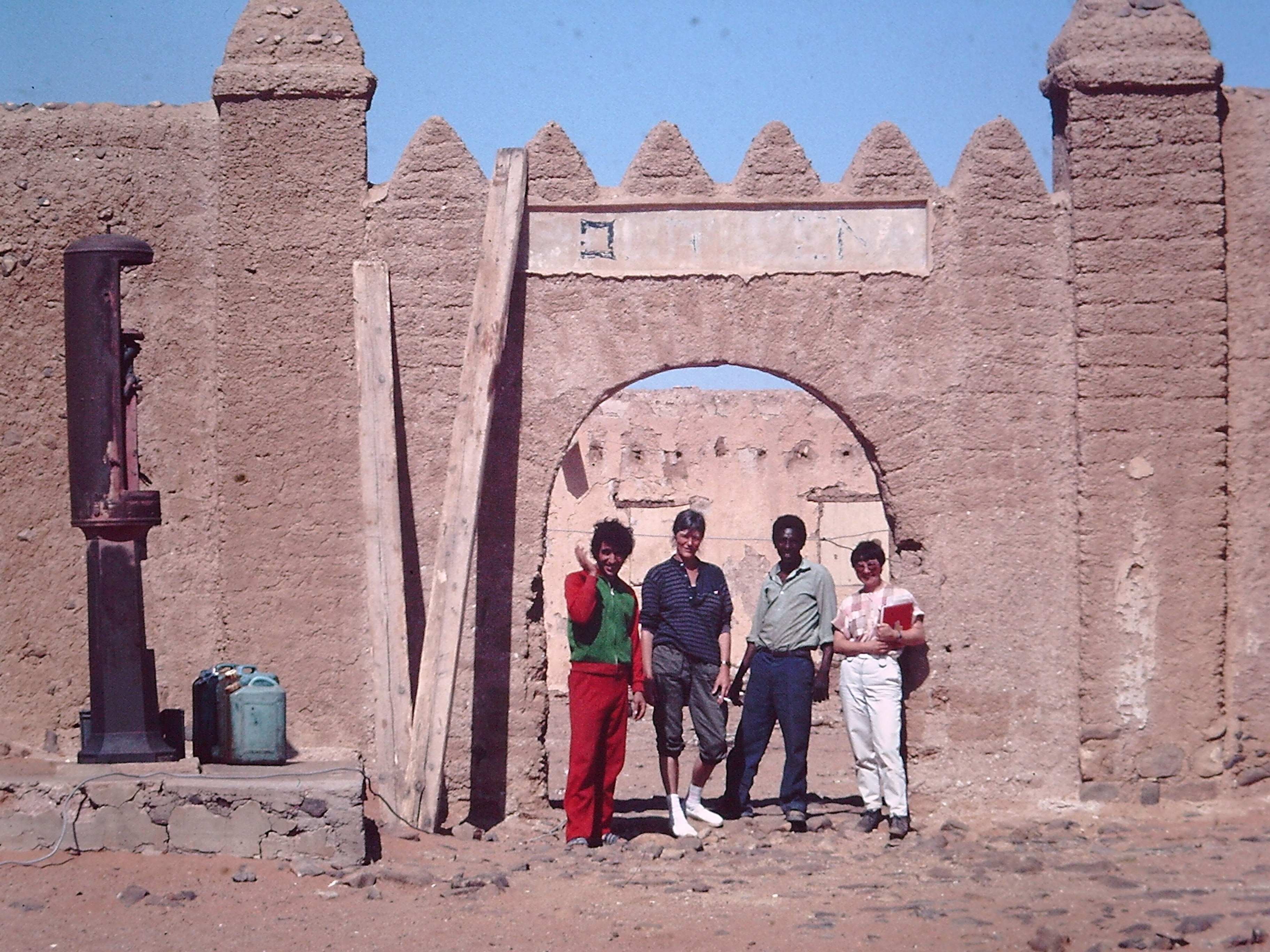
Fort d'Ouallene, Algérie, 1986.

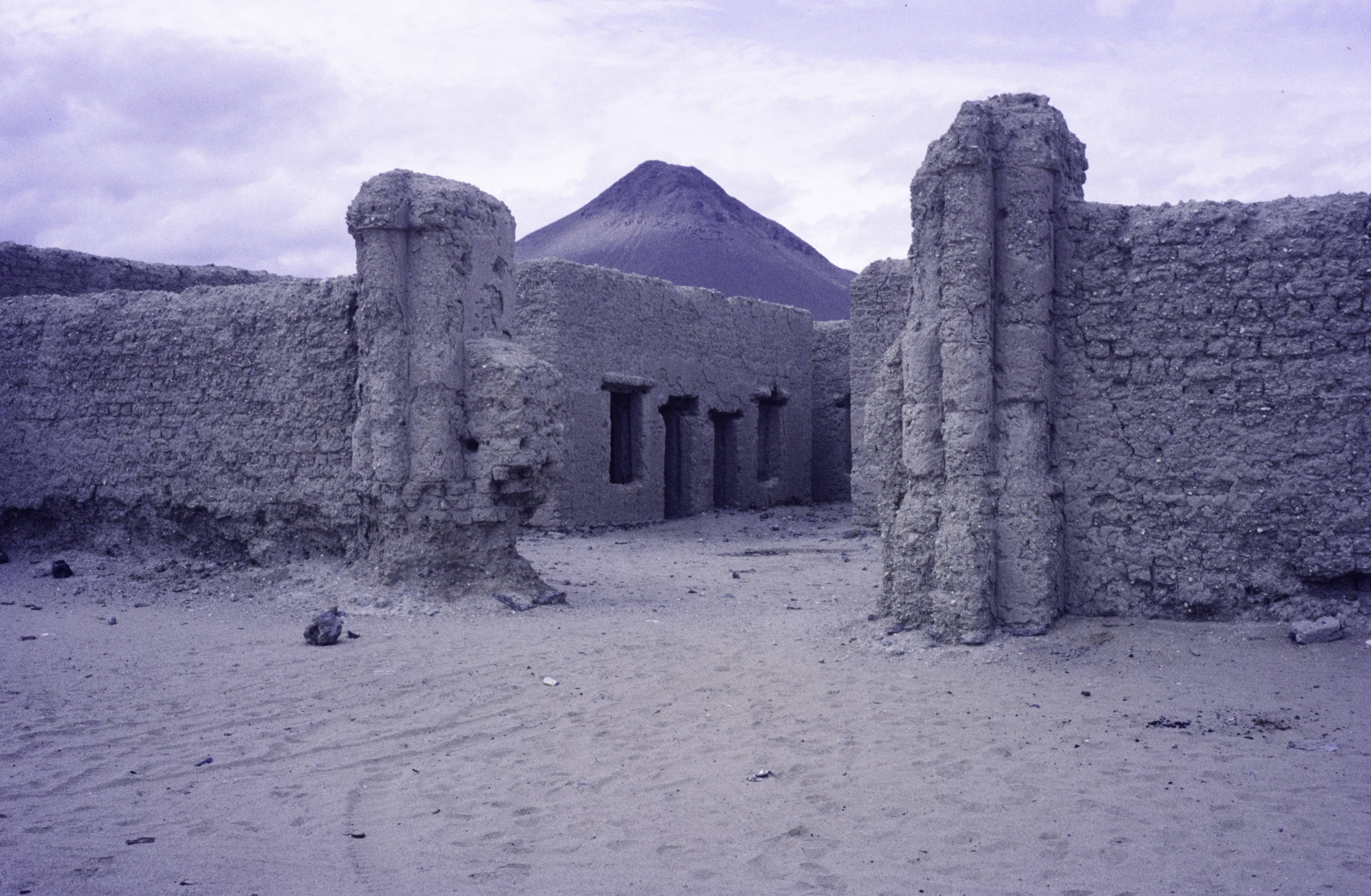
Fort Serouanout dans le sable de Dider, Algérie, 1992.

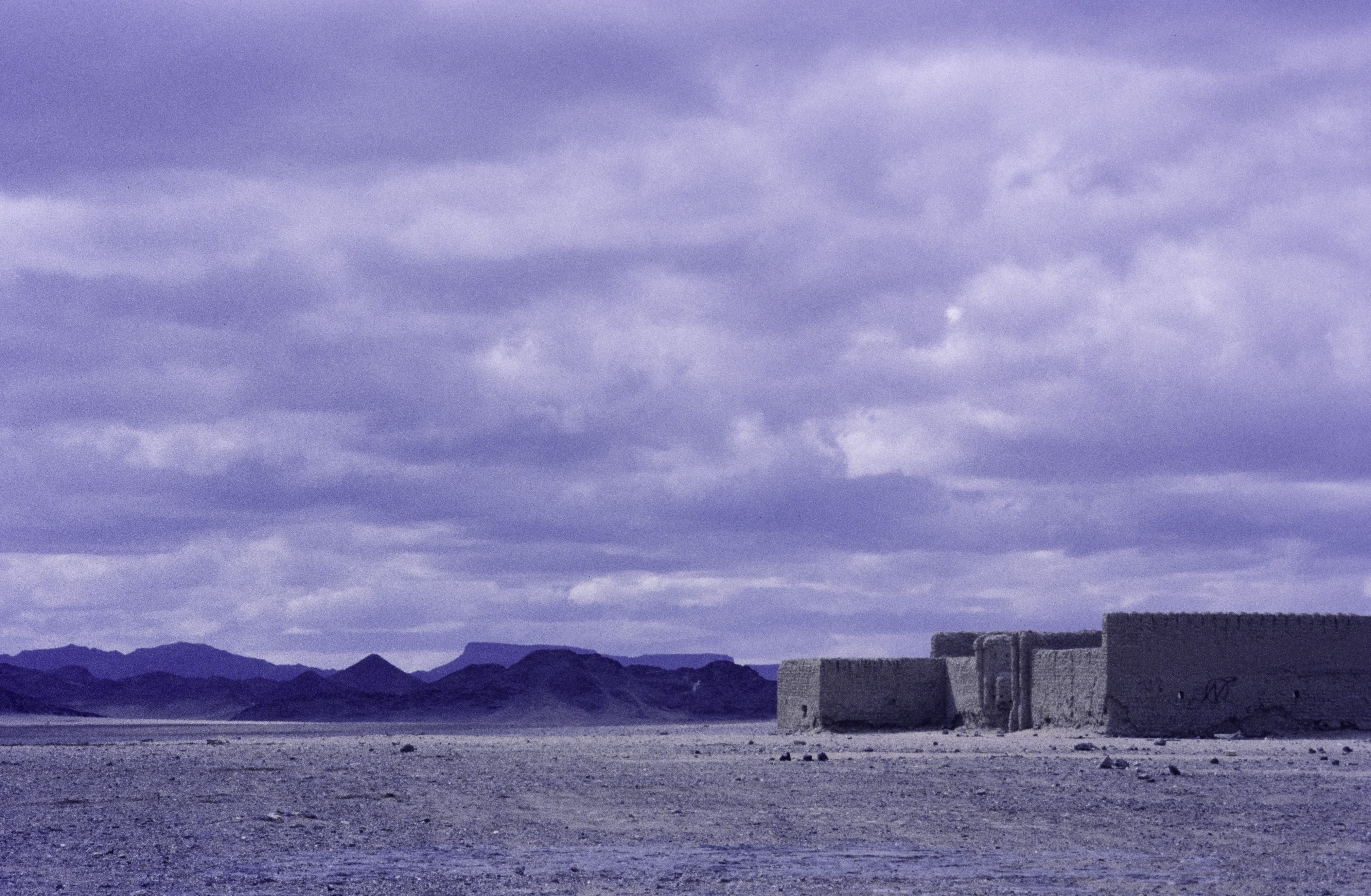
Fort Serouanout, Dider, Algérie, 1992.

  - Bordj Flye Sainte Marie, ou fort Violette (1927).
- Bordj de Tin Alkoun, à 72 km à l'Est de Djanet. 24° 35′ 00,75″ N, 10° 11′ 51,64″ E
- Bordj Badji Mokhtar :
  - Bordj le Prieur, à proximité du bordj Peres. 21° 19′ 45,26″ N, 0° 57′ 05,63″ E
  - Bordj Peres, à proximité du bordj Le Prieur. 21° 19′ 45,26″ N, 0° 57′ 05,63″ E
- Tin Zaoutine
  - Bordj Pierre Bordes. 19° 57′ 13,25″ N, 2° 58′ 12,22″ E
- Bordj de Tabelbala. 29° 24′ 22,45″ N, 3° 15′ 15,95″ Oapproximativement
- Fort d'Ouallene, à 250 km au Sud-Est de Reggane. 24° 36′ 23,9″ N, 1° 17′ 14,5″ E
- Bordj d'In Ecker. 24° 01′ 21,25″ N, 5° 04′ 49,96″ E
- Bordj d'Arak. 25° 17′ 34,35″ N, 3° 44′ 53,59″ E
- Bordj de Tadjemout, à 25 km au Nord du bordj d'Arak. 25° 30′ 20,67″ N, 3° 42′ 59,75″ E approximativement
- Fort Thiriet, à proximité de Ghadamès (Libye). 30° 10′ 48″ N, 9° 22′ 41″ E
- Bordj d'Issendjel, dans le Tassili des Ajjers, à 60 km au Nord d'Illizi (Fort Polignac) 26° 51′ 41,48″ N, 8° 43′ 27,94″ E
- Fort d'Hassi Serouenout, ou Serouanout, sur la piste reliant Tamanrasset à Djanet, via Idelés (1919 ou 1938). 24° 18′ 19,07″ N, 7° 28′ 15,8″ E
- Bord d'Amguid. 26° 25′ 15,85″ N, 5° 21′ 47,23″ E très approximativement
- Fort Carcouet, près de fort Thiriet, au nord de Ghadamès (Libye)
- Bordj de Marabsen ou de Mereksen (bordj de l’est Saharien).

## Autres forts d'Algérie
- Mur d’Époque Byzantine (Tébessa)
- Citadelle de Sétif (Sétif).
- Remparts en terre avec ses créneaux ruines concernant l’émir Abdelkader (Sidi-Kada).
- Remparts Romains et Cimetière Punique (Hadjout).
- Remparts de Beni Isguen (Ghardaïa).